# Peperomia campylotropa
Peperomia campylotropa är en pepparväxtart som beskrevs av Arthur William Hill. Peperomia campylotropa ingår i släktet peperomior, och familjen pepparväxter. Inga underarter finns listade i Catalogue of Life.